# فرآیند راشیگ–هوکر
فرایند راشیگ–هوکر (انگلیسی: Raschig–Hooker process) فرایندی در صنایع شیمیایی است که برای تولید صنعتی فنول در گذسته مورد استفاده قرار می‌گرفت. این فرایند به این صورت است که ابتدا کلروبنزن طی واکنش بنزن، هیدروکلریک اسید و اکسیژن تولید می‌شود و سپس کلروبنزن تولید شده طی یک فرایند هیدرولیز به فنول تبدیل می‌شود.
{\displaystyle \mathrm {(1)\ \ C_{6}H_{6}\ +\ HCl\ +\ 1/2\ O_{2}\longrightarrow \ C_{6}H_{5}Cl\ +\ H_{2}O} }
{\displaystyle \mathrm {(2)\ \ C_{6}H_{5}Cl\ +\ H_{2}O\longrightarrow \ C_{6}H_{5}OH\ +\ HCl} }